# Carlos Bossio
Carlos Bossio, född 1 december 1973 i Córdoba, Argentina, är en argentinsk före detta fotbollsspelare. Vid fotbollsturneringen under OS 1996 i Atlanta deltog han i det argentinska lag som tog silver.